# Marmosops creightoni
Marmosops creightoni is een zoogdier uit de familie van de Opossums (Didelphidae). De wetenschappelijke naam van de soort werd voor het eerst geldig gepubliceerd door Voss, Tarifa & Yensen in 2004. De soort is genoemd naar G. Ken Creighton, die de eerste exemplaren van deze soort ving en de eerste moderne analyse van de verwantschappen binnen de Didelphimorphia maakte.

## Uiterlijke kenmerken
Dit is een middelgrote Marmosops-soort die zeer donker is. De buik is iets lichter, maar er is geen scherpe grens. Hun borst is wit. Vrouwtjes hebben 9 mammae, waarvan 4 aan beide zijkanten en 1 in het midden. De staart is vrijwel naakt, op de eerste 1 centimeter na, die dicht behaard is. De kop-romplengte van deze soort is 114 mm. Ze wegen 32 tot 54 g.

## Habitat en levenswijze
De soort is alleen bekend van de vochtige bergbossen op 2000 tot 3000 m hoogte in de vallei van de Río Zongo in het departement La Paz van Bolivia. Daar komt hij ook voor in door mensen verstoord bos. Over de levenswijze van deze soort is nog weinig bekend, behalve dat hij waarschijnlijk voornamelijk op de grond leeft.